# Гічкок (фільм)
Гічкок (англ. Hitchcock) — американський біографічний драма-фільм 2012 року, режисера Саші Джервасі, знятий на основі книги "Альфред Гічкок і створення «Психо» (Alfred Hitchcock and the Making of Psycho) американського письменника Стівена Ребелло (Stephen Rebello). Фільм розповідає про історію створення одного з найзнаменитіших творінь Альфреда Гічкока — фільму «Психо» (1960), неоднозначного трилера, який згодом став одним з найвідоміших і найвпливовіших робіт в кар'єрі режисера. В ролі Хічкока знамений британський актор Ентоні Гопкінс, його дружину Елму Ревілл зіграла Гелен Міррен.
Фільм отримав номінацію на премію Оскар за найкращий грим. Гічкок вийшов в прокат в США 14 грудня 2012, в Україні з 21 лютого 2013.

## Опис
| Легендарний майстер екранізації жахів на великих екранах, неповторний Альфред Гічкок на піку своєї популярності в режисерській індустрії вирішив зняти новий фільм. А все почалося з роману «Психоз» авторства Роберта Блоха, який Гічкок захотів екранізувати. Хоч ім'я Гічкока вже було досить відомим у кіноіндустрії, а багато керівників відомих голлівудських компаній рахувалися з його думкою, але ніхто просто не захотів фінансувати його новий сценарій. Від нього відмовилися, оскільки визнали за провальний проект, який не принесе ні захоплених відгуків критиків, ні очікуваного прибутку. Хічкоку дали зрозуміти, що ніхто зовсім не зацікавлений у фінансуванні екранізації роману «Психоз». Після цього він вирішив сам зайнятися його фінансуванням. Але поступово його щасливе життя дає тріщину, дружина час від часу закочує скандали, адже вони вже заклали будинок, невідомо ще, вигорить чи ідея Альфреда з новим фільмом чи ні. Але разом з тим, гряде завершення роботи над новим дітищем Гічкока, яке він ось-ось повинен представити світу. Якщо він був правий, то світова слава режисера спалахне з новою силою, а товстосуми пошкодують, що не прислухалися до нього раніше. |

## У ролях
- Ентоні Гопкінс — Альфред Гічкок
- Гелен Міррен — Альма Ревілль
- Скарлетт Йоганссон — Джанет Лі
- Тоні Коллетт — Пеггі Робертсон
- Денні Г'юстон — Вітфілд Кук
- Джессіка Біл — Віра Майлз
- Джеймс Д'Арсі — Ентоні Перкінс
- Майкл Сталберг — Лев Васерман
- Ральф Маччіо — Джозеф Стефано
- Кертвуд Сміт — Джеффрі Шурлок
- Майкл Вінкотт — Ед Ґейн
- Річард Портноу — Барні Балабан
- Воллес Ленгем — Сол Басс
- Річард Чесслер — Мартін Белсом
- Джош Єо — Джон Ґевін
- Павло Шакмен — Бернард Геррманн